# Rapport gyromagnétique
En physique, le rapport gyromagnétique est le rapport entre le moment magnétique et le moment cinétique d'une particule. Son unité dans le Système international est le coulomb par kilogramme (C⋅kg−1). En pratique, on donne souvent {\displaystyle {\frac {\gamma }{2\pi }}}, exprimé en mégahertz par tesla (MHz⋅T−1), essentiel en RMN et en RPE.

## Précession de Larmor
Tout système libre possédant un rapport gyromagnétique constant, (un atome d'hydrogène par exemple), placé dans une induction magnétique {\displaystyle B} non alignée avec le moment magnétique du système, sera entraîné dans un mouvement de précession de Larmor à la vitesse angulaire {\displaystyle \omega } telle que :
{\displaystyle \omega =\gamma B} .
Puisque la vitesse angulaire est reliée à la fréquence {\displaystyle f} par {\displaystyle \omega =2\pi f} et que la fréquence est plus facile à déterminer,  les valeurs numériques de {\displaystyle {\frac {\gamma }{2\pi }}} des corps sont plus souvent données que les valeurs de {\displaystyle \gamma }.

## Rapport gyromagnétique classique d'un corps
On considère un corps chargé électriquement en rotation autour d'un axe de symétrie. Ce corps possède donc un moment magnétique dipolaire et un moment cinétique à cause de sa rotation.
Par définition :
{\displaystyle \gamma ={\frac {\mu }{L}}} .
où :
- {\displaystyle \gamma ~} est le rapport gyromagnétique,
- {\displaystyle \mu ~} est le moment magnétique du corps,
- {\displaystyle L~} est son moment cinétique.

On peut montrer que tant que sa masse et sa charge suivent une distribution uniforme, son rapport gyromagnétique vaut :
{\displaystyle \gamma ={\frac {q}{2m}}}
Où {\displaystyle q} est sa charge et {\displaystyle m} sa masse.
La démonstration est la suivante : Il suffit de montrer le résultat pour une spire infinitésimale à l'intérieur du corps (comme il suffit après d'intégrer le résultat pour revenir au corps, d'où l'hypothèse d'une distribution uniforme).
Or, {\displaystyle I=qn} ; avec : {\displaystyle q} la charge et {\displaystyle n} le nombre de tours par seconde effectués par la charge.
La charge possède une vitesse angulaire définie par {\displaystyle \omega =2\pi n}. Or {\displaystyle \omega =v/r} avec {\displaystyle r} le rayon et {\displaystyle v}, la vitesse de rotation.
On obtient donc la relation suivante : {\displaystyle I=qv/2\pi r}
On suppose que la spire a un rayon {\displaystyle r}, une aire {\displaystyle S=\pi r^{2}}, une masse {\displaystyle m}, une charge {\displaystyle q}, et un moment cinétique {\displaystyle L=mvr} (où {\displaystyle v} est bien orthogonale à {\displaystyle r} pour un mouvement de précession.) Le moment dipolaire s'écrit dans ces conditions : {\displaystyle \mu =I.S={\frac {qv}{2\pi r}}\times \pi r^{2}={\frac {q}{2m}}\times mvr={\frac {q}{2m}}L} D'où le résultat.
On peut également calculer le rapport gyromagnétique de l'électron si sa masse et sa charge suivent une distribution uniforme :
{\displaystyle q_{electron}=-e\Rightarrow \gamma _{electron}={\frac {-e}{2m_{electron}}}\approx {\frac {-1,602\times 10^{-19}}{2\times 9,109\times 10^{-31}}}\approx -8,793\times 10^{10}\ \mathrm {C} \cdot \mathrm {kg} ^{-1}}
Où {\displaystyle q_{electron}} est sa charge, {\displaystyle -e} la charge élémentaire( -1,602×10-19 Coulomb ) et {\displaystyle m_{electron}} sa masse.

## Rapport gyromagnétique des noyaux atomiques
| Noyaux | γ (106 rad⋅s−1⋅T−1) | γ/2π (MHz/T) |  | Noyaux | γ (106 rad⋅s−1⋅T−1) | γ/2π (MHz/T) |  | Noyaux | γ (106 rad⋅s−1⋅T−1) | γ/2π (MHz/T) |
| ------ | ------------------- | ------------ |  | ------ | ------------------- | ------------ |  | ------ | ------------------- | ------------ |
| 1H     | 267,513             | 42,576       |  | 21Ne   | -21.130             | -3.3629      |  | 55Mn   | 66,08               | 10,52        |
| 2H     | 41,066              | 6,536        |  | 23Na   | 70,8013             | 11,2684      |  | 59Co   | 63,17               | 10,05        |
| 3He    | -203,789            | -32,434      |  | 25Mg   | -16,39              | -2,609       |  | 61Ni   | -23,94              | -3.810       |
| 7Li    | 103,962             | 16,546       |  | 27Al   | 69,760              | 11,103       |  | 63Cu   | 70,974              | 11,296       |
| 9Be    | -37,598             | -5,9839      |  | 31P    | 108,291             | 17,235       |  | 65Cu   | 76,031              | 12,101       |
| 11B    | 85,843              | 13,662       |  | 33S    | 20,55               | 3,271        |  | 91Zr   | -24,959             | -3,9723      |
| 13C    | 67,262              | 10,705       |  | 35Cl   | 26,240              | 4,1762       |  | 105Pd  | -12,3               | -1,96        |
| 14N    | 19,338              | 3,0777       |  | 37Cl   | 21,842              | 3,4763       |  | 127I   | 53,817              | 8,565        |
| 15N    | -27,116             | -4,316       |  | 39K    | 12,498              | 1,9891       |  | 129Xe  | -73,997             | -11,777      |
| 17O    | -36,279             | -5,774       |  | 51V    | 70,453              | 11,213       |  | 139La  | 38,01               | 6,049        |
| 19F    | 251,662             | 40,053       |  | 53Cr   | -15,12              | -2,406       |  | 197Au  | 4,6254              | 0,7362       |